# Der Vogel Phönix
Der Vogel Phönix ist ein Märchen (AaTh 550). Es steht in Johann Wilhelm Wolfs Deutsche Hausmärchen an Stelle 22.

## Inhalt
Die drei Söhne sollen dem kranken König zur Heilung den Vogel Phönix holen. Sie trennen sich an einem Baum, wo sie dann auf dem Rückweg aufeinander warten wollen. Ein Bär fragt jeden von ihnen nach dem Ziel der Reise. Die zwei Älteren weisen ihn brüsk ab. Ferdinand aber trägt er zur Stadt des Königs mit dem Vogel Phönix. Vom untersten Käfigputzer arbeitet er sich hoch zum ersten Vogelrat und klaut ihn. Entgegen des Bären Rat setzt er das schöne Tier dazu aus seinem Holzkäfig in einen goldenen. Da schreit der Vogel, er wird gefasst. Auf Rat des Bären bietet er dem König an, ihm die Schönste unter der Sonne zu holen. Der Bär sagt ihm auch, wie sie an ihrer schlechten Kleidung zu erkennen ist. Doch wieder missachtet er den Rat, zieht ihr zur Flucht schöne Kleider an, sie erwacht und man fängt ihn. Ebenso beim schnellsten Pferd, dem er einen goldenen Sattel aufsetzt. Der Bär wird immer unwilliger, rät ihm aber erneut. Er soll den schönsten Stein holen, sich nur ja nicht mit anderen Steinen aufhalten, ehe die Höhle sich schließt. Der Bär muss ihn dann noch mit einer Ohrfeige rechtzeitig herausholen. Für den Stein erhält Ferdinand das Pferd, entführt damit die Schönste und den Vogel. Der Bär mahnt ihn noch, schnell heim zu reiten, doch er schläft am vereinbarten Baum. Die Brüder nehmen ihm alles und werfen ihn in eine Löwengrube. Der Bär hilft ihm und trägt ihn heim. Er wird Stallknecht, heilt das Pferd, das nicht fressen will. So darf er auch den Vogel und die Schönste heilen. Der Vogel heilt den König und die Schönste erzählt alles. Die Brüder werden verbannt, Ferdinand heiratet die Schönste. Einmal kommt der Bär und fordert ihren kleinen Sohn als Opfer. Wie sie es tun wollen, ist der Bär ein erlöster Prinz.

## Herkunft
Der Titel Der Vogel Phönix ist bei Wolf nicht mit einem Sternchen (*) versehen, was laut seiner Vorrede anzeigt, dass er selbst den Text ausarbeitete. Ähnliche Märchen sind Grimms Der goldene Vogel, Wolfs Die Königstochter im Berge Muntserrat, Jahns Der Schlüssel. Eine Löwengrube gibt es bei Wolf auch in Das weiße Hemd, das schwere Schwert und der goldene Ring, die Treueprüfung mit dem Kind in Des Todten Dank, Der getreue Paul. Ferdinand heißt der Held in einigen seiner Märchen, etwa Der Hinkelhirt, und schon Grimms Ferenand getrü und Ferenand ungetrü. „Hochzeit halten mit des Seilers Tochter“ heißt am Galgen hängen. Der Text endet „… da kam eine Maus und das Mährlein ist aus“, wie Wolfs Odenwälder Lügenmärchen, Grimms Der Eisenofen.